# Dicycla
Dicycla là một chi bướm đêm thuộc họ Noctuidae.

## Loài
- Dicycla oo (Linnaeus, 1758)